# نان گینگ
نان گینگ(چینی:南庚) زاده شده با نام زی گینگ(چینی:子更) شاهی بود از شاهان دودمان شانگ، در کتاب شیجی نوشته سیماکیان نویسنده هان، آمده‌است که او هفدمین شاه شانگ بود که پس از پسرعمش زو دینگ(چینی:祖丁) به سال بینگچن(丙) در تختگاه بی(庇) به تخت برنشست. در سال سومین فرمانروایی او بود که تختگاه به یان(奄) برده شد. او ۲۹ سال فرمان راند تا این که درگذشت و پس از مرگ نام نان گینگ و نواده عمویش یانگ جیا(陽甲) جای او را گرفت. جیا گو ون (نوشته‌های لاک لاکپشت و استخوان جانوران) او را شانزدهمین شاه شانگ دانسته‌اند.